# Ядвіга Пілсудська
Ядвіга Пілсудська-Ярачевська (пол. Jadwiga Piłsudska-Jaraczewska; нар. 20 лютого 1920, Варшава, Польща — пом. 16 листопада 2014, там само) — польська військова і громадська діячка, льотчиця часів Другої світової війни, архітекторка та меценатка.

## Життєпис

### Молоді роки

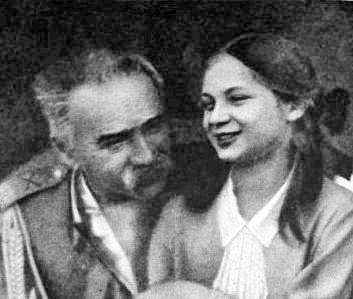
Ядвіга Пілсудська з батьком, 1935 рік

Ядвіга Пілсудська народилася 28 лютого 1920 року у Варшаві в родині маршала Польщі Юзефа Пілсудського і Александри Щербинської. На той час Юзеф не міг одружитися зі Щербинською через відмову своєї дружини Марії в розлученні, і вони одружилися тільки після смерті Марії в 1921 році. Хрещеним батьком Ядвіги став майбутній прем'єр-міністр Валерій Славек. У Ядвіги була старша сестра Ванда.
Дитячі роки Ядвіга провела, головним чином, у Варшаві, де з 1921 по 1922 роки жила в Бельведерському палаці, а з 1923 по 1926 роки на віллі в Сулеювеці. Після травневого перевороту 1926 року Пілсудські знову переїхали в Бельведер і жили там до смерті Юзефа в 1935 році, після чого Ядвіга разом з сестрою і матір'ю брала участь в церемонії похорону серця батька в склепі у Вільно.
Пілсудська навчалася в школі, організованій в Бельведері для дітей солдатів, а потім разом із сестрою — в Школі імені Ванди Поссельт, де в 1939 році отримала диплом про закінчення середньої освіти.

### Льотчицька кар'єра і навчання

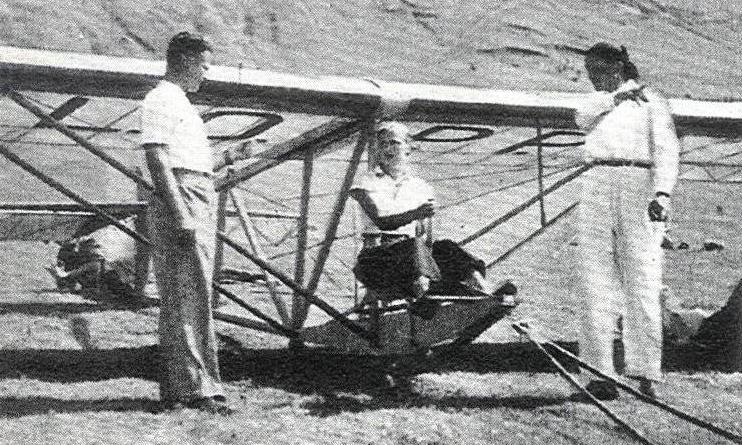
Ядвіга Пілсудська за штурвалом планера, 1937 рік.

Інтерес до авіації Ядвіга Пілсудська проявила у 12 років, почавши будувати моделі літаків, а в 17 закінчила школу планеристів. У 1937 році почала літати на планерах і отримала ліцензію пілота всіх категорій від «A» до «D», налітавши більше 100 годин на планерах. Після цього мала намір почати вивчення авіабудування на факультеті інженерної механіки у Варшавському політехнічному інституті. Після початку Другої світової війни в результаті вторгнення німецьких і радянських військ до Польщі у вересні 1939 року Пілсудська з матір'ю і старшою сестрою брала участь у роботі Червоного хреста, після чого поїхала до Вільно, а потім сім'я була евакуйована спеціальним літаком з Латвії через Швецію до Великої Британії, де їх прийняв посол Едвард Рачинський.
У 1940 році відновила навчання, вступивши до Ньюнем-колледжа Кембриджського університету. Паралельно, зробила кілька спроб вступити до військово-повітряних сил, і через деякий час отримала ліцензію пілота літака, а в липні 1942 року приєдналася до Допоміжних льотних частин у складі Королівських ВПС Великої Британії. Прослуживши там два роки, Пілсудська отримала поручицьке звання, ставши однією з кількох польських жінок, які брали участь як льотчиці у Другій світовій війні. У листопаді 1943 року командування оцінило Ядвігу Пілсудську як дуже перспективну пілотесу з льотними навичками вище середнього рівня. Відлітавши загалом 312 годин і 35 хвилин на 230 літаках 21 різних типів, за свою службу Пілсудська була нагороджена Бронзовим Хрестом Заслуги з мечами .

### Післявоєнне життя у Великій Британії
У 1944 році Пілсудська добровільно звільнилася з військової служби для продовження навчання. Вступила до архітектурної школи Ліверпульського університету, яку закінчила у 1946 році з магістерським ступенем в галузі архітектури. Крім цього, навчалася в архітектурній школі Польского університету у вигнанні, а також вивчала міське планування і психологію.
Після приходу комуністів до влади у Польщі, Ядвіга Пілсудська залишилася у Великій Британії як політична емігрантка, але не прийняла британського підданства, користуючись паспортом Нансена, дійсним для всіх країн світу, за винятком Польщі. Живучи в Лондоні, спроектувала власний будинок, а потім вступила на роботу до Відділу міського планування Ради Лондонського графства.
Пізніше разом з чоловіком відкрила невелику компанію з виробництва ламп, бра і меблів власного дизайну, що стала джерелом сімейного доходу. Крім цього, сім'я організовувала допомогу для профспілки «Солідарність», докладаючи зусиль для звільнення політичних в'язнів і підтримуючи демократичну опозицію в Польщі.

### Громадська діяльність в Польщі
Після зміни влади в Польщі, восени 1990 року Пілсудська з родиною і сестрою повернулася на батьківщину і поселилася у Варшаві. Вона брала активну участь у роботі Фонду родини Пілсудських та Інституту Юзефа Пілсудського, відновлення садиби Пілсудського в Сулеювеці і створення там музею, паралельно беручи участь у зборах пенсіонерів авіації і авіасалонах. Сестра Ядвіги Пілсудської Ванда померла в 2001 році.
У 2012 році Пілсудська разом з президентом Польщі Броніславом Коморовським взяла участь у відкритті музею-кабінету Юзефа Пілсудського в Бельведерському палаці.

### Смерть і похорон
Ядвіга Пілсудська померла 16 листопада 2014 року у Варшаві у віці 94 років в оточенні рідних і близьких.
Похорон відбувся 21 листопада в церкві святого Карло Борромео на кладовищі «Старі Повонзки» у Варшаві в присутності президента Броніслава Коморовського, родичів, друзів і сотень поляків.

## Особисте життя
У 1944 році одружилася з офіцером ВМФ Польщі Анджеєм Ярачевським.
У шлюбі народила двох дітей: Кшиштофа Юзефа та Йоанну Марію (в шлюбі Онишкевич, чоловік — Януш Онишкевич).

## Нагороди

### Польща
- Хрест Заслуги (Польща) в бронзі з мечами
- Авіаційна медаль за війну 1939—1945
- Знак учасника маршу Кадрової компанії
- Медаль «За охорону національних пам'ятників» в золоті
- Орден Відродження Польщі, командорський хрест (28 лютого 2008) — вручений Лехом Качинським за «героїзм і відвагу в роки Другої світової війни, за видатний внесок у популяризацію історії та традицій польського народу та збереження пам'яті про досягнення маршала Юзефа Пілсудського»[23][24].

### Велика Британія
- Зірка 1939—1945
- Медаль оборони (Велика Британія)
- Медаль війни 1939—1945
- Знак пілота Допоміжних авіаційних частин
- Знак ветерана Допоміжних авіаційних частин